# Gornja Oraovica
Gornja Oraovica je naselje u središnjem dijelu Hrvatske, u općini Dvor, na putu prema poznatom povijesnom gradu Zrinu.
Prema popisu stanovništva iz 2001. godine, naselje je imalo 37 stanovnika. Naselje karakterizira očuvana kulturna baština ovog kraja. Najbliža prenoćišta nalaze se u Hrvatskoj Kostajnici i Bosanskom Novom.

## Stanovništvo
| broj stanovnika |       |       |       |       |       |       |       |       | 243   | 248   | 208   | 153   | 140   | 114   | 37    | 36    | 19    |
|                 | 1857. | 1869. | 1880. | 1890. | 1900. | 1910. | 1921. | 1931. | 1948. | 1953. | 1961. | 1971. | 1981. | 1991. | 2001. | 2011. | 2021. |